# 加賀百万石時代村
加賀百万石時代村（かがひゃくまんごくじだいむら）は、石川県加賀市に存在し、江戸時代や戦国時代が主題であったテーマパーク。

## 経歴
加賀温泉郷発展のために15年かけて誘致・建設し、1996年4月22日に開園した。開村式では当時代議士であった森喜朗が前田利家に扮した格好で来賓として訪れ話題となった。また、開園初日の入場者数は4,164人であった。
総敷地面積は約37ha。園内は江戸時代の町並みを再現し、大忍者劇場などのアトラクションが存在した。戦国時代文化なども取り入れており、大忍者劇場や野外劇場では真田幸村や猿飛佐助といった戦国時代・江戸時代初期の武将や忍者の役柄が登場することもあった。なお、開園後すぐの同年4月25日までに、JA加賀市（現・JA加賀）が当地の駐車場に常設の朝市を開設している。
初年度の来場者数は約75万人であったが、その後は年々減少していき、2004年12月に経営権が大新東から切り離す形で株式会社時代村（大新東子会社）に移ったが、独立採算を進める観点から、2005年4月に会社分割され、加賀百万石時代村に引き継がれていた。しかし、同年には愛知万博や大雪の影響で大きく入場者数を下回り、これ以上の運営が不可能と断定され、2006年1月30日に閉園し、任意整理に入った。負債総額は約26億8,000万円。うち26億円は前の経営会社である時代村から形式的に引き継いだもので、今後同社が中心となって返済することになった。2006年5月に大江戸温泉物語（キョウデン系列）が経営権を取得し、2009年7月18日にHIROZが中心に活動する日本元気劇場が開園。